# Profeterna
Profeterna är en del av judendomens Tanakh och kristendomens Gamla Testamentet.

## Profeternas värld
Profeterna levde i  Kungariket Israel och Juda rike samt under fångenskapen i Babylonien ungefär från 800-talet till 400-talet f.Kr. Profeterna levde i en turbulent period i judarnas historia. De såg nordriket Israel erövrades av Assyrien 722 f.Kr. och sydriket Juda erövras av Babylonien 587 f.Kr. Denna tid skildras i konungaböckerna och krönikeböckerna.

## Indelning inom judendomen
Inom judendomen består Neviim av:
1. Josua
2. Domarboken
3. Första Samuelsboken
4. Andra Samuelsboken
5. Första Kungaboken
6. Andra Kungaboken
7. Jesaja
8. Jeremia
9. Hesekiel
10. Daniel
11. Hosea
12. Joel
13. Amos
14. Obadja
15. Jona
16. Mika
17. Nahum
18. Habackuk
19. Sefanja
20. Haggai
21. Sakarja
22. Malaki

De första sex profetböckerna betraktas som en del av det israeliska folkets tidiga historia, och är således en fortsättning på Tora. Efter dessa profetböcker kommer de klassiska profeterna Jesaja, Jeremia och Hesekiel. De tolv sista profetböckerna benämns som de "senare" eller "mindre" profeterna. Dessa beskriver den senare kungatiden, perioden mellan år 700 f.Kr. och det andra templets första tid.

## Indelning inom kristendomen
Kristendomens indelning av profetböckerna skiljer sig från den judiska indelningen, genom att sammanföra konungaböckerna (från Profeterna) med krönikeböckerna (från Skrifterna) till en ny grupp: "Historiska böcker". Från Profeterna överför kristna även Josua, Domarboken och samuelsböckerna till de "historiska böckerna", men å andra sidan överför kristna Daniels bok och Klagovisorna från Skrifterna till profetböckerna. När uttrycket Profeterna används i Nya Testamentet avses däremot Profeterna i judisk mening (se ovan).

### De större profeterna
Profeterna delas upp i två grupper. De större profeterna är Jesaja, Jeremia, Hesekiel och Daniel. Dessa fyra profetböcker skrevs i separata skriftrullar.

### De tolv mindre profeterna
I en skriftrulle sammanställdes tolv mindre profeter i "tolvprofetboken", på samma sätt som i Tanakh, judarnas heliga skrift. I svenska bibelöversättningar står de som egna böcker. De tolv mindre profeterna är Hosea, Joel, Amos, Obadja, Jona, Mika, Nahum, Habackuk, Sefanja, Haggai, Sakarja och Malaki.

### Källhänvisningar
- Groth, Bente (2002) Judendomen: Kultur, historia tradition. Natur och Kultur: Stockholm.